# Mount Tunbubudla
Mount Tunbubudla är ett berg i Australien. Det ligger i regionen Moreton Bay och delstaten Queensland, omkring 58 kilometer norr om delstatshuvudstaden Brisbane. Toppen på Mount Tunbubudla är 261 meter över havet, eller 148 meter över den omgivande terrängen. Bredden vid basen är 0,67 km.
Närmaste större samhälle är Caboolture, omkring 14 kilometer söder om Mount Tunbubudla. 
Omgivningarna runt Mount Tunbubudla är en mosaik av jordbruksmark och naturlig växtlighet. Runt Mount Tunbubudla är det tätbefolkat, med 276 invånare per kvadratkilometer. Genomsnittlig årsnederbörd är 1 222 millimeter. Den regnigaste månaden är januari, med i genomsnitt 252 mm nederbörd, och den torraste är september, med 30 mm nederbörd.